# Lophoceps quinquepuncta
Lophoceps quinquepuncta là một loài bướm đêm thuộc họ Sesiidae. Loài này có ở Sierra Leone.